# Route principale 8 (Hongrie)
La route principale 8 (en hongrois : 8-es főút) est une route hongroise reliant Székesfehérvár à la Frontière autrichienne.

## Description
La route, qui fait partie de la route européenne 66, bifurque de l'autoroute M7  à Székesfehérvár puis traverse Várpalota, Veszprém, Devecser, Vasvár, Körmend avant de  se terminer à la frontière entre l'Autriche et la Hongrie à Rábafüzes (hu) au nord de Szentgotthárd, où elle est prolongée par la Gleisdorfer Straße (de) (B65) en direction de Graz.
La longueur totale de la route est de 190 kilomètres.

## Galerie

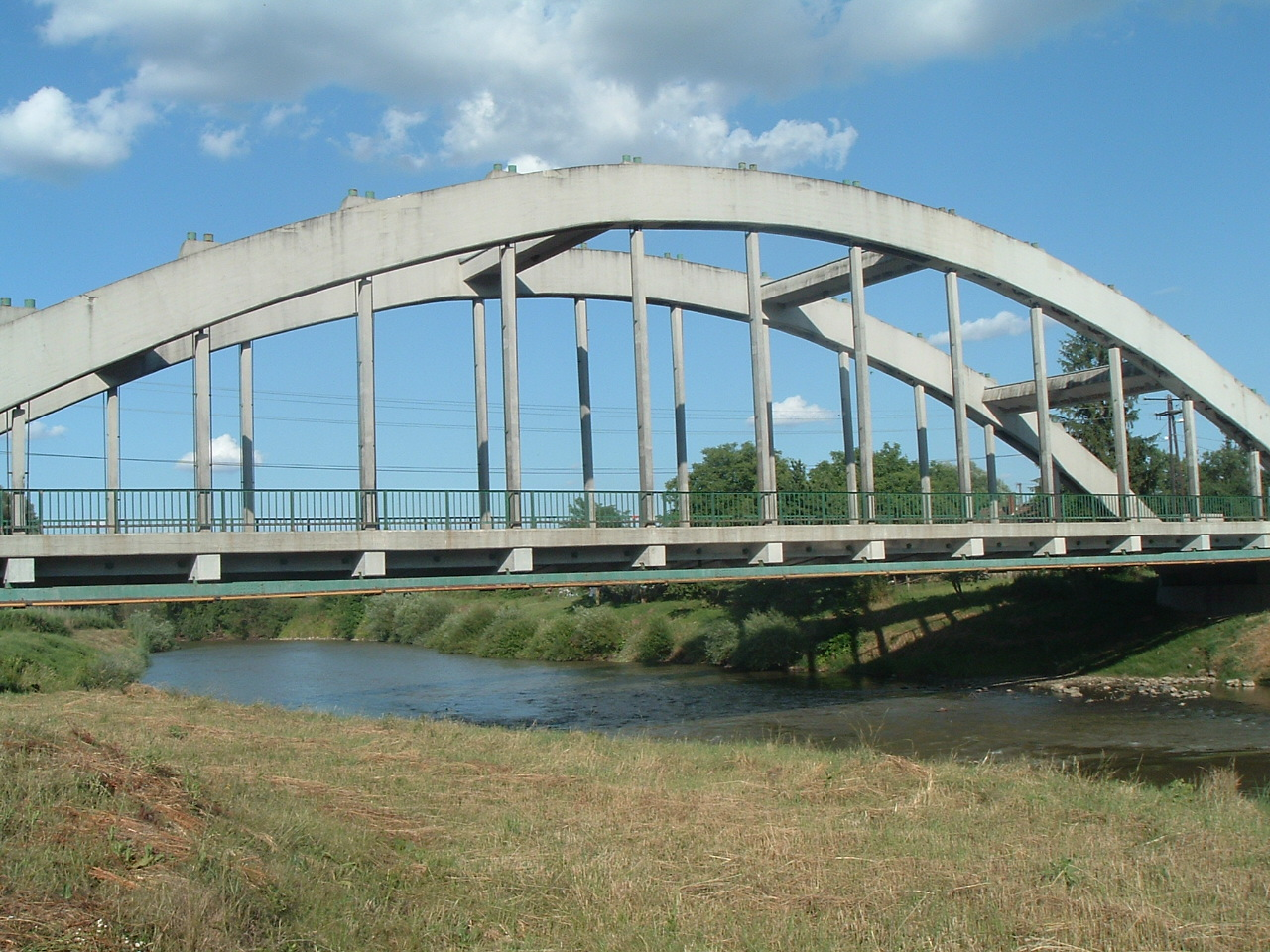
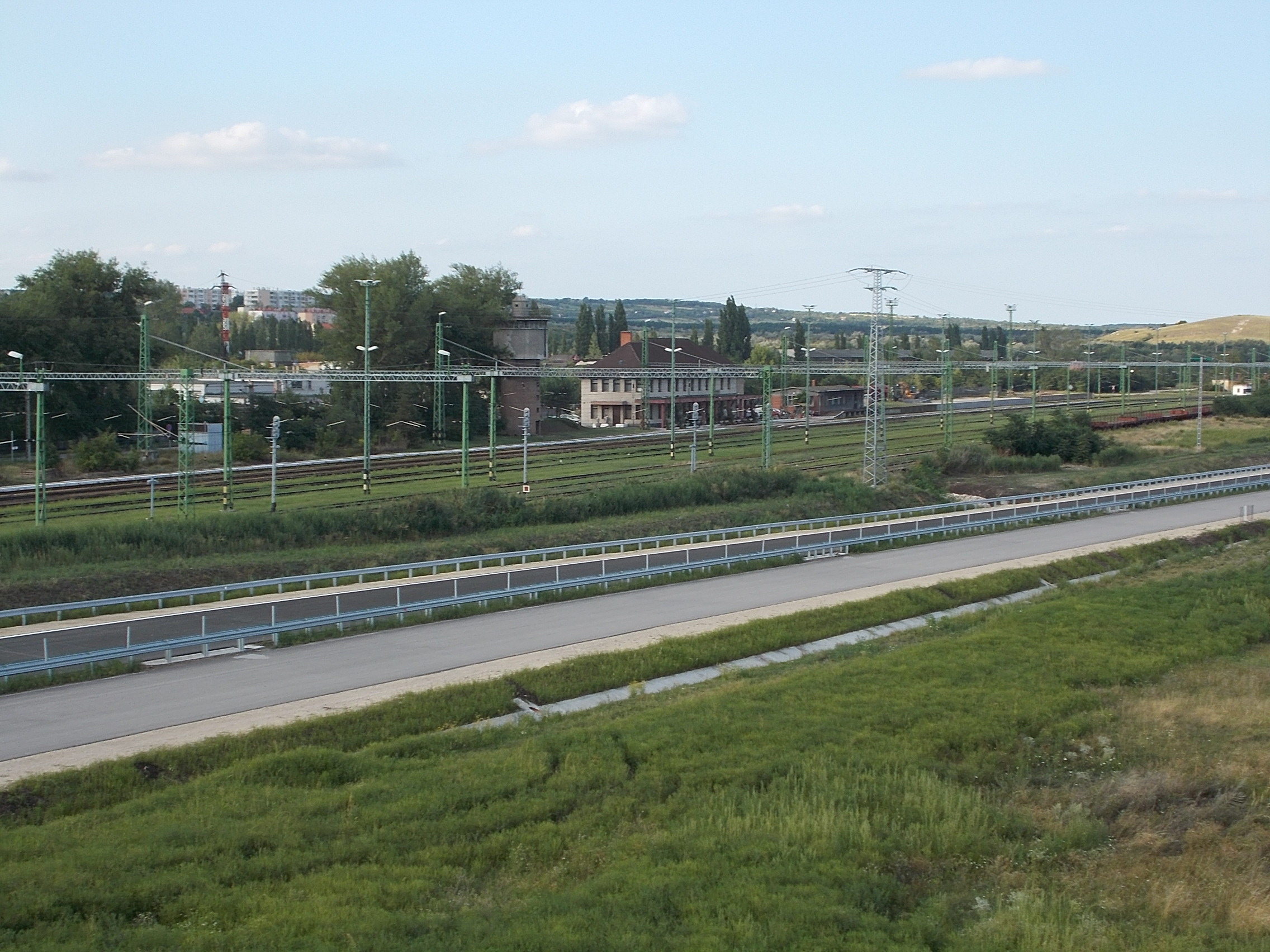
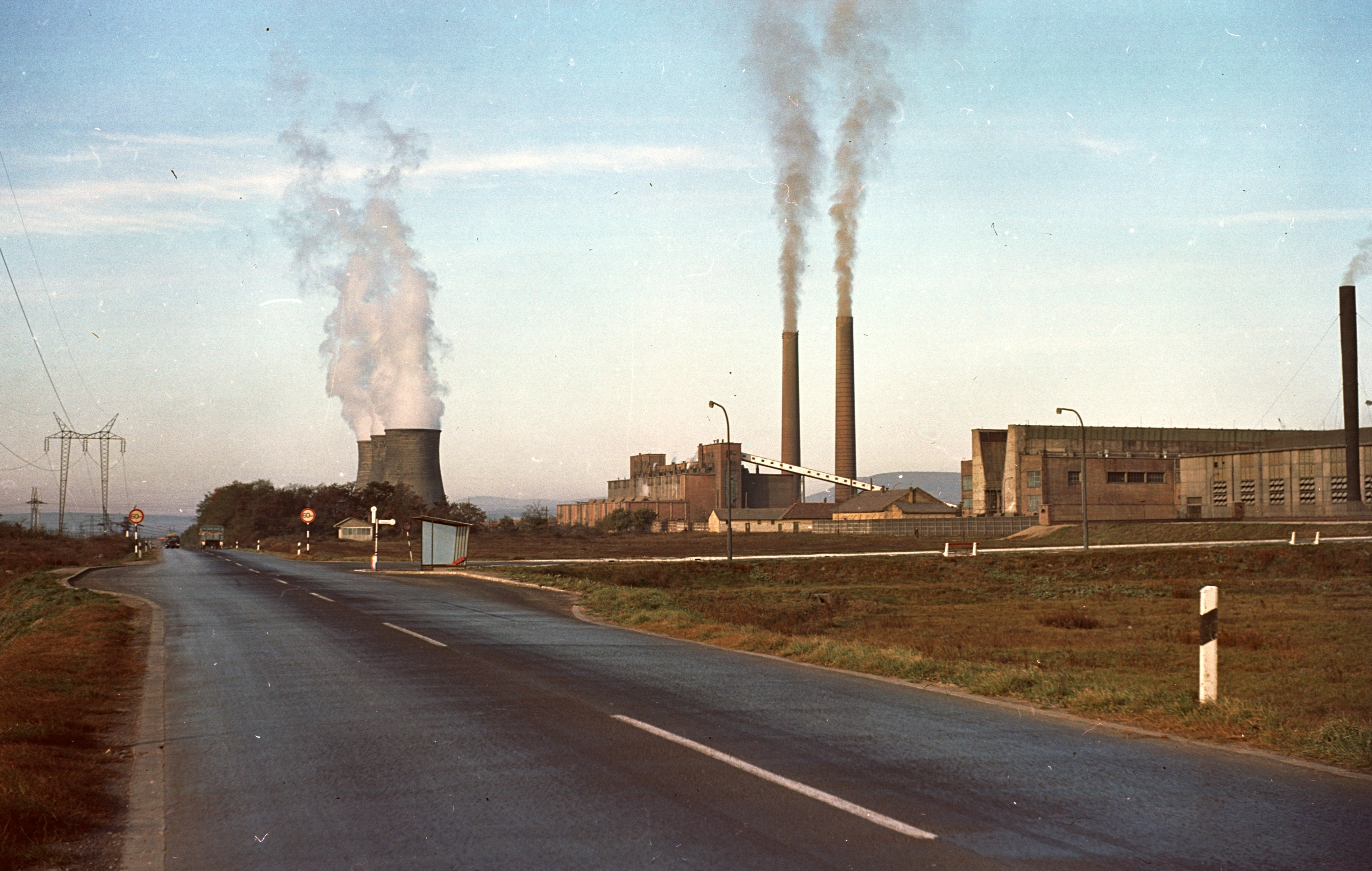

## Tracé
| Km     | Agglomérations | Carte interactive |
| ------ | -------------- | ----------------- |
| 0 km   | Székesfehérvár |                   |
|        | Várpalota      |                   |
| 47 km  | Veszprém       |                   |
|        | Herend         |                   |
| 82 km  | Ajka           |                   |
|        | Devecser       |                   |
| 142 km | Vasvár         |                   |
|        | Körmend        |                   |
| 190 km | Szentgotthárd  |                   |